# Микитенко Валерій Миколайович
Валерій Миколайович Микитенко (29 жовтня 1959, м. Рубцовськ, Алтайський край, Російська РФСР, СРСР — 2 листопада 2022, м. Суми, Україна) — український актор та режисер, Заслужений артист України (2006).

## Життєпис
Валерій Микитенко народився 1959 року в місті Рубцовську Алтайського краю. 1980 року переїхав до українського міста Суми, де розпочав трудову діяльність у Сумському театрі для дітей та юнацтва. В 1990 році закінчив Академію театрального мистецтва в Москві. Навчався у викладачів С. Арцибашев, А. Ефрос. 1993 року перейшов на посаду режисера телебачення в Сумській телерадіокомпанії. Через п'ять років знову повернувся до Сумського театру для дітей та юнацтва, де працював до 2013 року. У 2012 році закінчив Харківський університет мистецтв (викладач — О. Барсигян).
Помер 2 листопада 2022 року в Сумах. Прощання із Валерієм Микитенком відбудеться 4 листопада о 12-15 біля театру, повідомили у Сумському обласному академічному театрі для дітей та юнацтва.

## Творчість
Режисерській манері Валерія Микитенка властиве філософсько-метафорічне переосмислення дійсності.

### Вистави (режисер)
- «Про Федота-стрільця, вдалого молодця» Л. Філатова (1999, роль Федота),
- «Клітка» Л. Корсунського (2003),
- «Веселий маскарад» В. Орлова, С. Когана, «Гра у фанти» М. Коляди (обидві — 2005),
- «Чарівний промінець» за п'єсою «Сонячний зайчик» Н. Гернет, Г. Ягдфельда (2006),
- «Забути Герострата» Г. Горіна (2007),
- «Про Іванка — сорочку-вишиванку» В. Гольдфельда (2009),
- «Вечеря по-французьки, або Граємо в дружну родину» М. Камолетті (2013),
- «Дуже проста історія» М. Ладо (2014).

### Ролі в театрі
- Сірий («Клітка» Л. Корсунського),
- Микола Островський («Дев'ята симфонія» Ю. Принцева),
- Нещасливцев («Ліс» О. Островського),
- Віктор («Варшавська мелодія» Л. Зоріна),
- Ромео, Петруччо («Ромео і Джульєтта», «Приборкання норовливої» В. Шекспіра).